# Gmina Osie
Gmina Osie je polská vesnická gmina v okrese Świecie v Kujavsko-pomořském vojvodství. Sídlem gminy je vesnice Osie. Ke konci roku 2007 měla 5314 obyvatel.
Gmina zabírá 14,23 % povrchu okresu Świecie. Skládá se z 11 vesnic a osad.

## Vesnice a osady
| - Brzeziny - Jaszcz - Łążek - Miedzno - Osie - Pruskie | - Radańska - Stara Rzeka - Tleń - Wałkowiska - Wierzchy |